# Afonso Guimarães da Silva
Afonso Guimarães da Silva, ismertebb nevén Afonsinho (Rio de Janeiro, 1914. március 8. – Rio de Janeiro, 1997. február 19.) brazil labdarúgó-fedezet. 18-szor szerepelt a brazil labdarúgó-válogatottban, és egy gólt szerzett. Az 1938-as világbajnokságon harmadik helyezést elért csapat tagja volt.